# Belgian Juniors 2014
Das Belgian Juniors 2014 als bedeutendstes internationales Nachwuchsturnier von Belgien im Badminton fand vom 19. bis zum 21. September 2014 in Herstal statt.

## Sieger und Platzierte
| Disziplin    | Gold                      | Silber                        | Bronze                               |
| ------------ | ------------------------- | ----------------------------- | ------------------------------------ |
| Herreneinzel | Max Weißkirchen           | Muhammed Ali Kurt             | Alex Vlaar                           |
| Herreneinzel | Max Weißkirchen           | Muhammed Ali Kurt             | B. M. Rahul Bharadwaj                |
| Dameneinzel  | Yvonne Li                 | Holly Newall                  | Ronja Stern                          |
| Dameneinzel  | Yvonne Li                 | Holly Newall                  | Lia Šalehar                          |
| Herrendoppel | M. R. Arjun Chirag Shetty | Alexander Dunn Adam Hall      | Luís Enrique Peñalver Javier Suárez  |
| Herrendoppel | M. R. Arjun Chirag Shetty | Alexander Dunn Adam Hall      | Aleksander Jabłoński Paweł Śmiłowski |
| Damendoppel  | Eva Janssens Yvonne Li    | Julie MacPherson Holly Newall | Magda Konieczna Joanna Stanisz       |
| Damendoppel  | Eva Janssens Yvonne Li    | Julie MacPherson Holly Newall | Debora Jille Imke van der Aar        |
| Mixed        | M. R. Arjun Kuhoo Garg    | Bjarne Geiss Yvonne Li        | Adam Hall Julie MacPherson           |
| Mixed        | M. R. Arjun Kuhoo Garg    | Bjarne Geiss Yvonne Li        | Melih Turgut Fatma Nur Yavuz         |